# Museu d'art bizantí del monestir de la Trinitat
El museu d'art bizantí del monestir de la Trinitat està situat al nucli de població de Tangel, pertanyent al municipi de Mutxamel (l'Alacantí), País Valencià.
El museu conté diverses col·leccions:
- Col·lecció d'icones coptes sobre papir: icones sobre diversos passatges de la vida de Jesús, sobre la Mare de Déu i els Sants.
- Icones de les Dotze Grans Festes: reprodueixen els passatges evangèlics del Misteri de Crist així com les Dotze Grans Festes del ritu Oriental.
- Icones de la Mare de Déu.
- Icones de Jesús i les escenes evangèliques: icones de Crist Pantocràtor, l'Akeropita i escenes evangèliques.
- Icones reproduint diverses creus d'esmalt Georgià.
- Icones del Taller del Monestir de la Trinitat.
- Icones dels Sants.
- Orfebreria i objectes litúrgics romans d'Orient.